# Bruno Frank
Bruno Frank (Stoccarda, 13 giugno 1887 – Beverly Hills, 20 giugno 1945) è stato un romanziere, drammaturgo e sceneggiatore tedesco,uno degli intellettuali che lasciarono la Germania nazista negli anni trenta.

## Biografia
Figlio di un banchiere di Stoccarda di ascendenze israelite, Bruno Frank studiò diritto e filosofia nelle università di Tubinga, Monaco di Baviera, Strasburgo e Heidelberg. Ricevuto il dottorato a Tubinga, combatté nell'Esercito imperiale tedesco durante la prima guerra mondiale, e strinse amicizia con Lion Feuchtwanger e col giovane Klaus Mann.
Il 28 settembre 1933, il giorno successivo all'incendio del Reichstag, lasciò la Germania con la moglie Liesl, figlia dei famosi attori Fritzi Massary e Max Pallenberg, recandosi dapprima in Svizzera, successivamente in Austria, Inghilterra, Francia e infine (1937) negli Stati Uniti d'America, dove risiedette fino alla sua morte, avvenuta a Beverly Hills nel 1945. Amico di Thomas Mann e della sua famiglia, fu loro vicino di casa sia a Monaco (prima dell'esilio), sia a Sanary-sur-Mer in Francia sia a Pacific Palisades in California. Bruno Frank era già noto negli USA poiché alcuni suoi lavori erano stati tradotti in inglese fin dagli anni venti; poté lavorare come sceneggiatore per la Metro-Goldwyn-Mayer (fu sceneggiatore fra l'altro del Notre Dame di William Dieterle e Madame Curie (film) di Mervyn LeRoy) e si prodigò per i colleghi meno fortunati partecipando alla costituzione di un European Film Fund per finanziare con borse di studio gli scrittori profughi disoccupati. Frank cooperò con Klaus Mann alla fondazione di Die Sammlung, rivista pubblicata ad Amsterdam che intendeva dar voce ai diversi gruppi antinazisti dell'emigrazione. Il suo solo scritto politico in esilio è Lüge als Staatsprinzip (La menzogna come principio dello Stato), un saggio di denuncia della dittatura hitleriana.

## Attività letteraria
Bruno Frank iniziò la sua carriera artistica con alcune raccolte di liriche caratterizzate da un estetismo di stampo espressionistico (Aus der goldenen Schale nel 1905, Die Schatten der Dinge nel 1912 e Requiem nel 1915). Nel 1915 venne pubblicato anche il suo primo romanzo, Die Fürstin. I primi successi gli arrisero tuttavia come autore teatrale: Die Schwestern und der Fremde e Das Weib auf dem Tiere, sul modello del teatro di Čechov, e il dramma storico Zwölftausend in cui narra il destino crudele di dodicimila mercenari venduti dal loro sovrano. Notevole fortuna ebbe la commedia Sturm im Wasserglas, poi trasposta in film. Si dedica anche al romanzo storico con Tage des Königs, vita di Federico II di Prussia, e Trenck, un cortigiano della stessa corte prussiana. La storia contemporanea è trattata nella Politische Novelle (Novella politica), in cui narra dei rapporti fra due uomini politici pacifisti ed europeisti, di cui il ministro degli Esteri francese è fortemente ispirato ad Aristide Briand. I romanzi Cervantes, biografia del grande scrittore spagnolo, Der Reisepass, su un esule antinazista di illustre famiglia, e Die Tochter, la cui protagonista è figlia di una cantante ebrea polacca, furono scritti in esilio.

### Opere
- Aus der goldenen Schale (Dal calice d'oro), poesia (1905)
- Die Schatten der Dinge (Le ombre delle cose), poesia (1912)
- Requiem, poesia (1913)
- Die Fürstin (La principessa), romanzo (1915)
- Die Schwestern und der Fremde (Le sorelle e lo straniero), commedia (1917)
- Das Weib auf dem Tiere (La donna sulla bestia), commedia (1921)
- Tage des Königs (Giornate del re), romanzo storico (1924). Edizione italiana: Bruno Frank, Giornate del re, traduzione e cura di Massimo Ferraris, Roma, Castelvecchi, 2025.
- Trenck, romanzo (1926)
- Zwölftausend (Dodicimila), dramma teatrale storico (1927)
- Politische Novelle (Novella politica), novella (1928). Edizione italiana: Bruno Frank, Novella politica, a cura di Enrico Arosio, Rovereto, Keller, 2024
- Der Magier (Il mago), novelle (1929)
- Sturm im Wasserglas (Tempesta in un bicchier d'acqua), commedia (1930)
- Nina, commedia (1931)
- Cervantes, romanzo (1934). Edizione italiana: Bruno Frank, Cervantes: una vita più interessante d'un romanzo, traduzione di Lavinia Mazzucchetti. Milano, Bietti, 1936; Roma, Castelvecchi, 2016
- Der Reisepaß (Il passaporto), romanzo (1937)
- Lüge als Staatsprinzip (La menzogna come principio dello Stato), saggio (1939)
- Die Tochter (La figlia), romanzo (1943). Edizione italiana: Bruno Frank, La figlia: romanzo, traduzione di Bruno Arzeni. Milano, A. Mondadori, 1952

## Filmografia
- Die Blumenfrau von Lindenau, regia di Georg Jacoby (1931)
- Trenck: Der Roman einer großen Liebe, regia di Ernst Neubach e Hans Paul (1932)
- Storm in a Teacup, regia di Ian Dalrymple e Victor Saville (1937)
- Le avventure e gli amori di Miguel Cervantes (Cervantes), regia di Vincent Sherman (1967)